# Преследование (телесериал)
«Преследование» (англ. Chase) — американский полицейский процедуральный телесериал, созданный Дженнифер Джонсон для телевизионной сети NBC.
Сериал рассказывает об американских маршалах города Хьюстона штата Техас, преследующих опасных беглецов.

## Сюжет
Действие сериала разворачивается вокруг Энни Фрост — американского маршала и её команды, которая разыскивает беглых опасных преступников в Южном Техасе.

## В ролях

### Главные герои
- Келли Гиддиш — Энни Нолан Фрост
- Коул Хаузер — Джимми Годфри
- Амори Ноласко — Марко Матинез
- Роуз Роллинз — Дэйзи Огбаа (эпизоды 1-16)
- Джесси Меткалф — Люк Уотсон

### Второстепенные герои
- Трэвис Фиммел — Мейсон Бойл (2 эпизода)
- Сиена Гоинс — Натали (4 эпизода)

## Производство
Роль Энни Фрост предлагалась Марии Белло, Тее Леони и Кристине Эпплгейт.